# Zollikerberg
Zollikerberg est une localité de la commune de Zollikon, dans le canton de Zurich en Suisse.

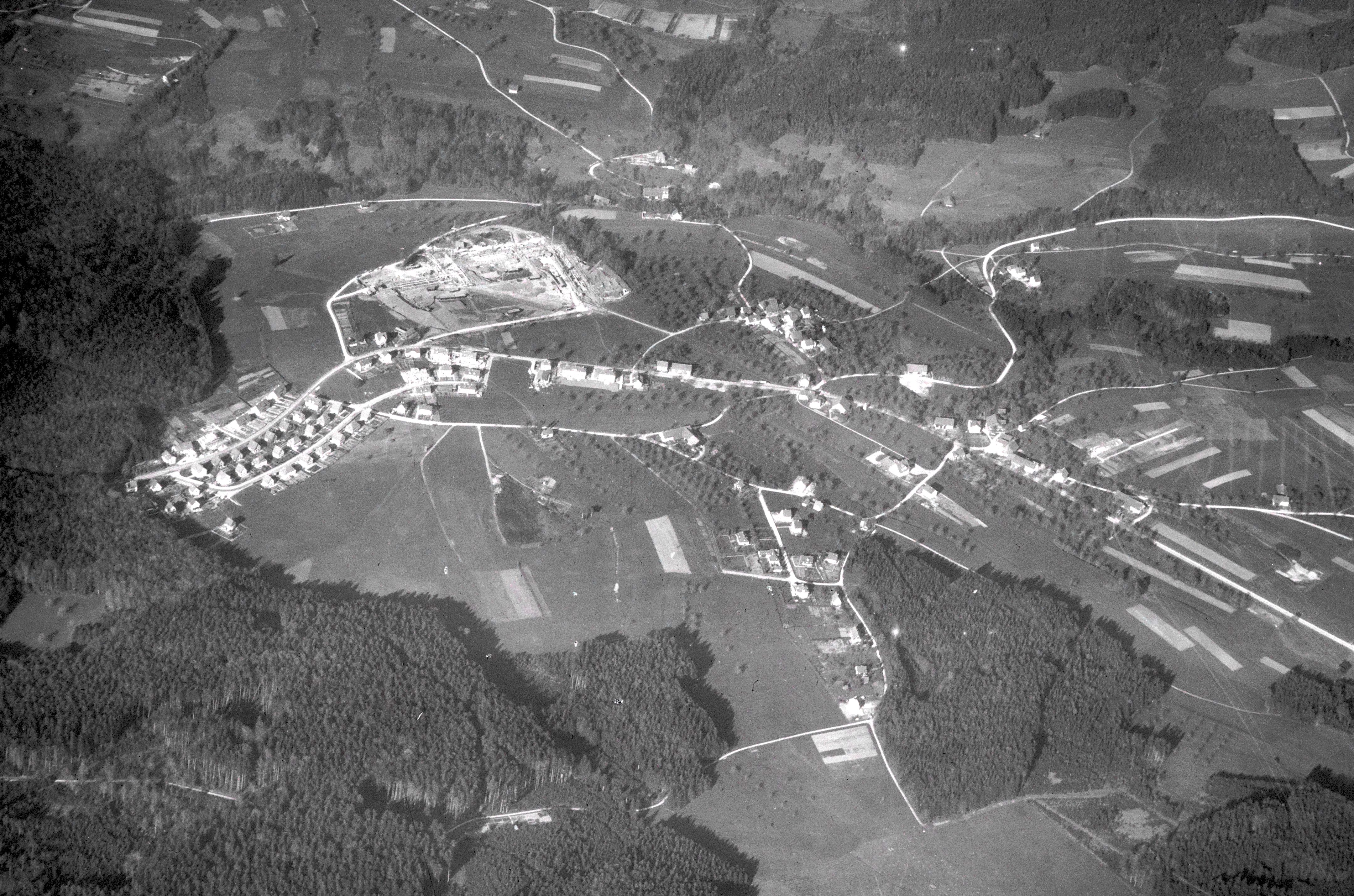
Photo aérienne prise par Walter Mittelholzer (1931)

## Églises

### Église réformée de Zollikerberg
de:Reformierte Kirche Zollikerberg

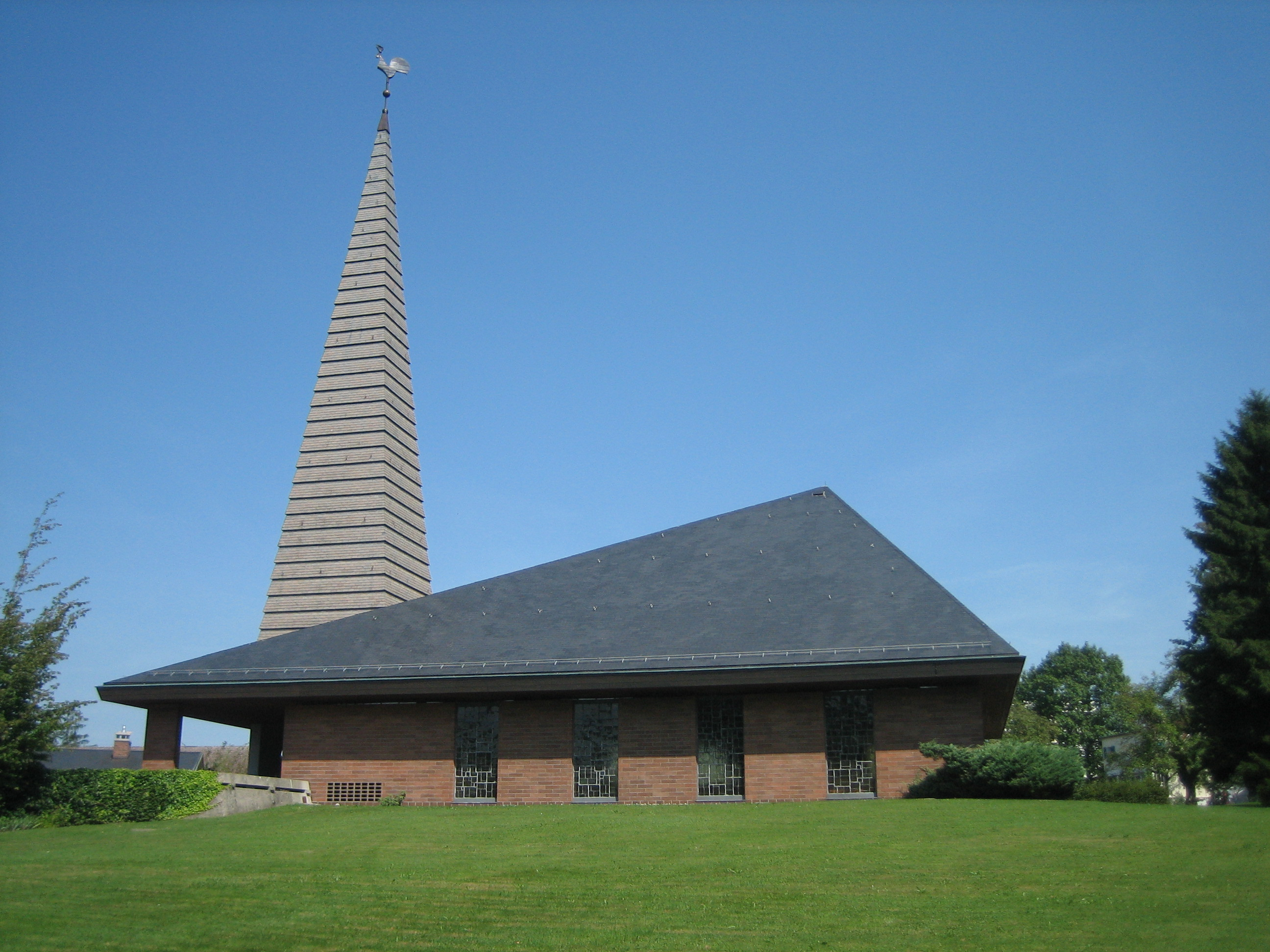
(de) Reformierte Kirche Berg
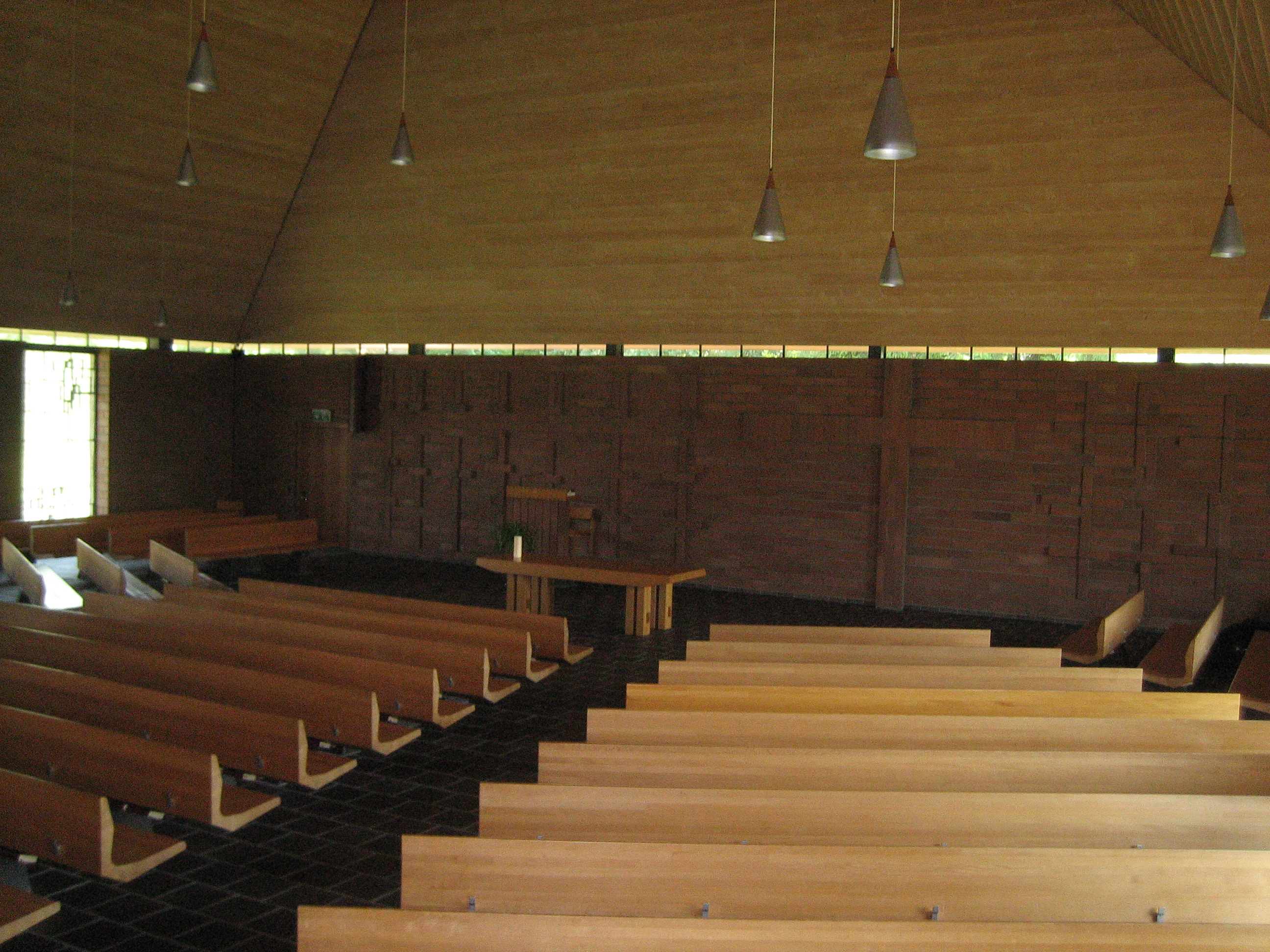
(de) Innenraum
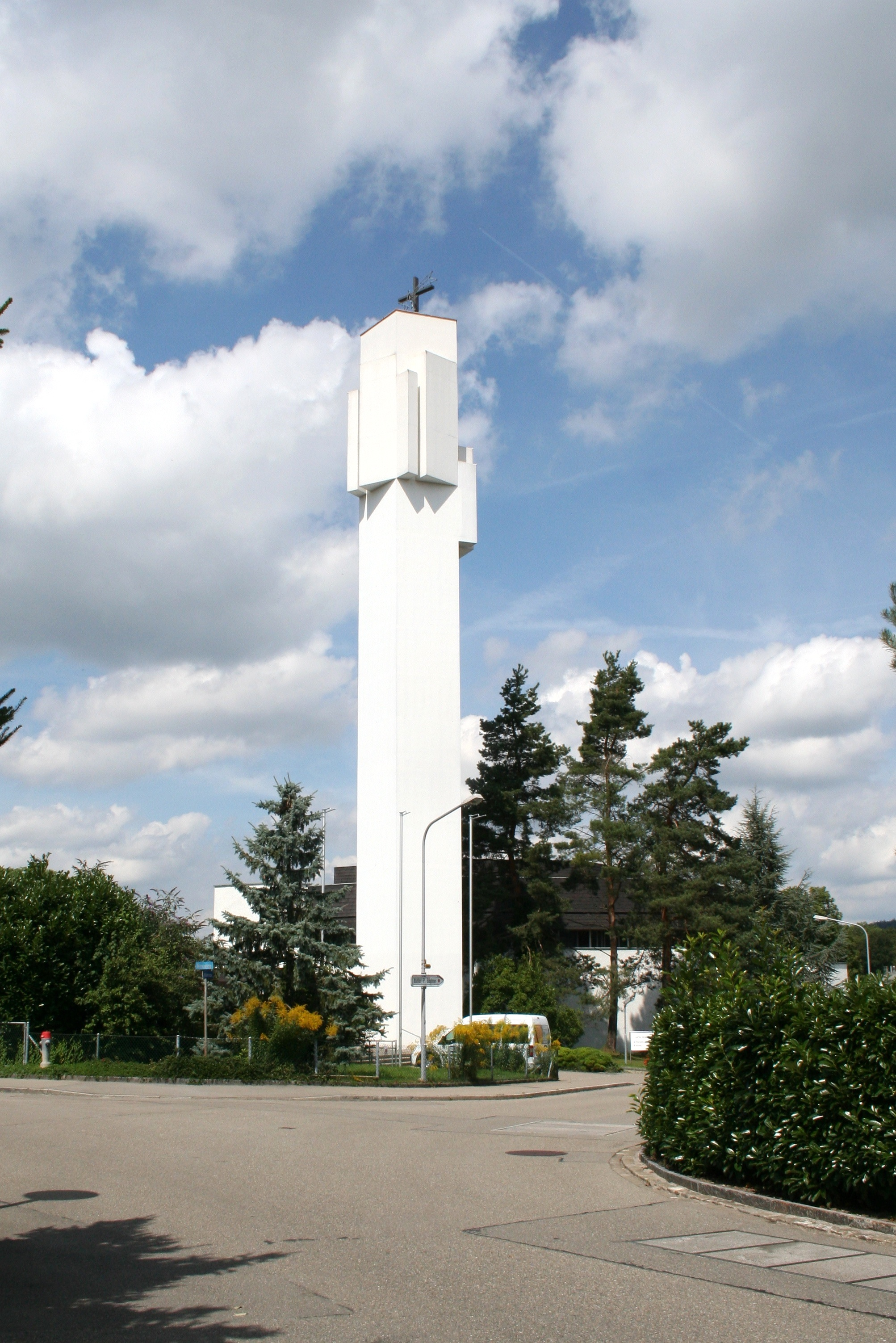
(de) Katholische Kirche Berg
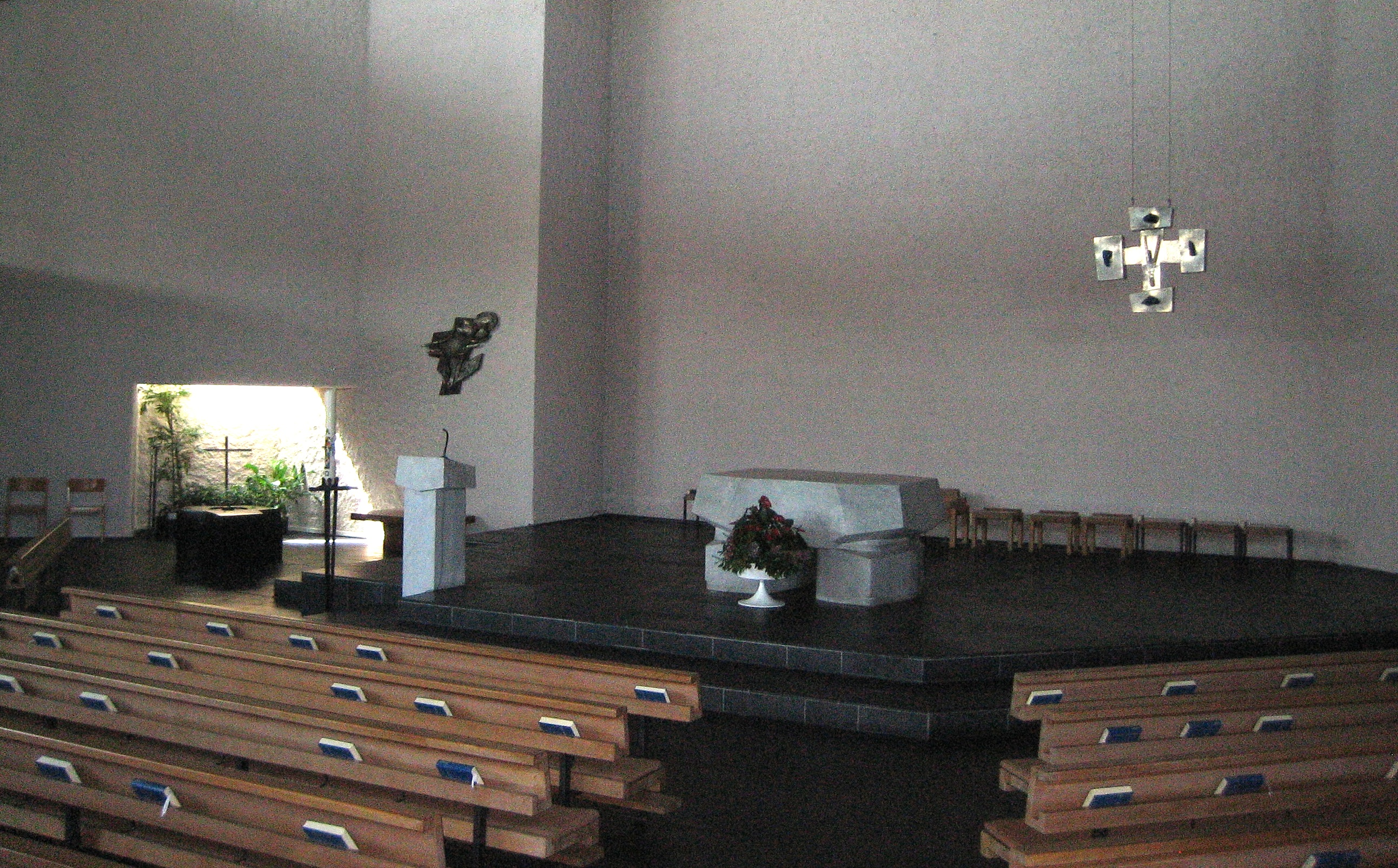
(de) Innenraum

### Église catholique de Zollikerberg
de:St. Michael (Zollikerberg)